# فموناسیونالیسم
فموناسیونالیسم (به انگلیسی: Femonationalism)، که گاهی به عنوان فمیناسیونالیسم نیز شناخته می‌شود، ارتباط بین ایدئولوژی ناسیونالیستی و برخی ایده‌های فمینیستی است، به‌ویژه زمانی که انگیزه‌‌های بیگانه‌هراسانه رانده می‌شود.
این اصطلاح در ابتدا توسط سارا فاریس پیشنهاد شد تا به فرآیندهایی اشاره کند که طی آن برخی از قدرت‌ها با ادعاهای جنبش فمینیستی به‌منظور توجیه مواضع بیگانه‌هراسی و نژادپرستانه با این استدلال این که مهاجران جنسیت‌گرا هستند و جامعه غربی کاملاً برابری‌خواه است، در کنار ادعاهای جنبش فمینیستی قرار می‌گیرند.
انتقادات اصلی این پدیده بر استفاده جزئی و فرقه‌ای از جنبش فمینیستی برای اهداف مبتنی بر عدم تحمل اجتماعی، نادیده گرفتن تبعیض جنسی و عدم برابری اجتماعی در کل جامعه غربی متمرکز است.